# Chishang (Taitung)
Chishang oder Chihshang (chinesisch 池上鄉, Tongyong Pinyin Chíhshàng Siang) ist eine Landgemeinde im Landkreis Taitung auf Taiwan (Republik China).

## Lage, Geographie und Klima
Chishang liegt im südlichen Abschnitt des Huatung-Tals, eines langgestreckten Tals parallel zur Ostküste Taiwans, das östlich durch das Haian-Gebirge und westlich durch das Zentralgebirge begrenzt ist. Die maximale Nord-Süd-Ausdehnung Chishangs beträgt etwa 13 Kilometer, die Ost-West-Ausdehnung variiert zwischen 4 und 8 Kilometern. Die Westgrenze der Gemeinde bildet der Fluss Beinan. Die Nachbargemeinden sind Fuli im nördlich angrenzenden Landkreis Hualien, Donghe im Osten, Guanshan im Süden und Haiduan im Westen.
Das Klima ist warm, regenreich und vom Monsun geprägt.   
| Gliederung von Chishang |
| Dabu 大埔村 Fuwen 福文村 Qingfeng 慶 豐 村 a b Xinxing 新興村 Dapo 大坡村 Jinyuan 錦園村 Wanan 萬安村 Fuxing 富興村 Zhengxing 振興村 a: Teil von Dabu (大埔村) b: Fuyuan (福原村) |

## Verwaltungsgliederung
Chishang ist in 10 Dörfer untergliedert: Dabu (大埔村), Fuwen (福文村), Qingfeng (慶豐村), Fuyuan (福原村), Xinxing (新興村), Dapo (大坡村), Jinyuan (錦園村), Wanan (萬安村), Fuxing (富興村) und Zhengxing (振興村).

## Bevölkerung
Mit etwa 8200 Einwohnern und einer Bevölkerungsdichte von etwa 100 Einwohnern pro km² zählt die Gemeinde Chishang zu den etwas dichter besiedelten Landgemeinden des Landkreises Taitung. Ende 2017 gehörten 2187 Personen der indigenen Bevölkerung, meist den Amis, an. Die nach dem Zensus 2010 in Chishang zu Hause gesprochenen Sprachen waren die folgenden (Mehrfachnennungen möglich, Personen über 5 Jahre): Mandarin 84,2 %, Taiwanisch 74,2 %, Hakka 28,7 %, Formosa-Sprachen 16,9 %, Sonstige 7,1 %.

## Verkehr
Im nördlichen Abschnitt verläuft die Provinzstraße 9 in der Talebene durch Chishang. Auf der Ostseite des Beinan-Flusstals zieht die Landstraße 197 entlang. Die Taitung-Linie (花東線) der taiwanischen Eisenbahn verläuft in längeren Teilabschnitten parallel zur Provinzstraße 9.

## Sehenswürdigkeiten
Der Dapo-Teich (chinesisch 大坡池, Pinyin Dàpō Chí) ist ein Gewässer in Chishang, das in früherer Zeit größere Bedeutung für Fischzucht und Fischfang hatte. Es handelt sich um das größte Binnengewässer im Huatung-Tal. Beginnend mit den 1950er Jahren war der Teich durch zunehmende Drainierung und Randbebauung bedroht. Seit einigen Jahrzehnten ist die Gemeindeverwaltung darum bemüht, das kleine, in reizvoller Umgebung gelegene Gewässer zu einem Ziel des naturnahen Tourismus auszubauen und aufzuwerten.
Der Weideland-Freizeitbauernhof in Chishang (chinesisch 池上牧野渡假村, englisch Pastoral Farm Resort) wurde auf dem Areal einer ehemaligen Zuckerrohrplantage angelegt. Die örtliche Zuckerfabrik wurde 1986 stillgelegt. Auf dem Gelände findet seitdem Rinderzucht statt. Die Prärie-artige Szenerie mit entsprechenden Zelten hat zu der Bezeichnung „Kleine Mongolei“ geführt.
Der Seidenraupen-Bauernhof (chinesisch 蠶桑休閒農場, englisch Silkworm Recreation Farm) im Dorf Wanan (萬安村) befindet sich auf dem Gelände einer ehemaligen Seidenraupenzucht. Hier kann ein Einblick in die Technik der Serikultur genommen werden.

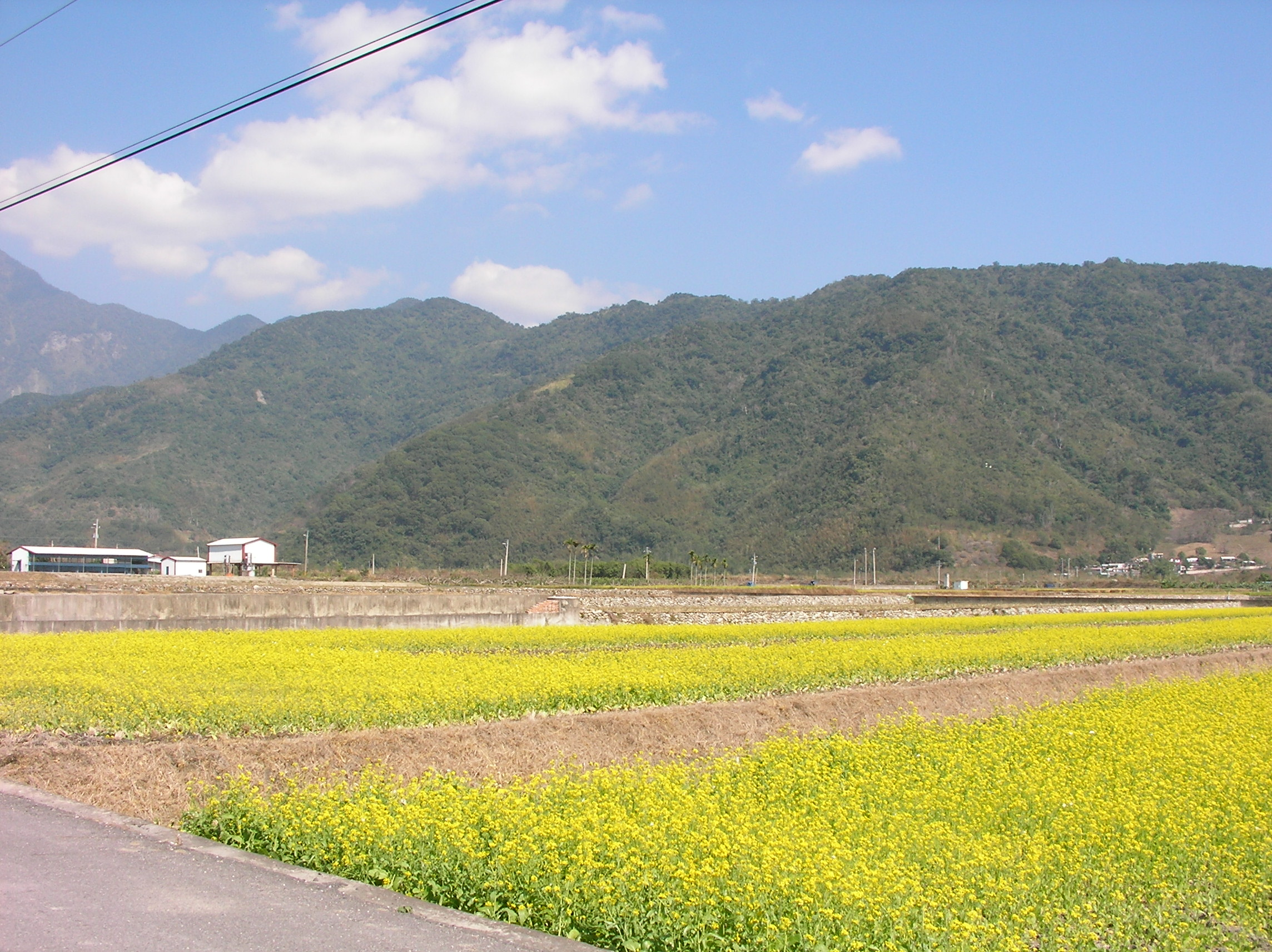
Rapsfeld in Chishang
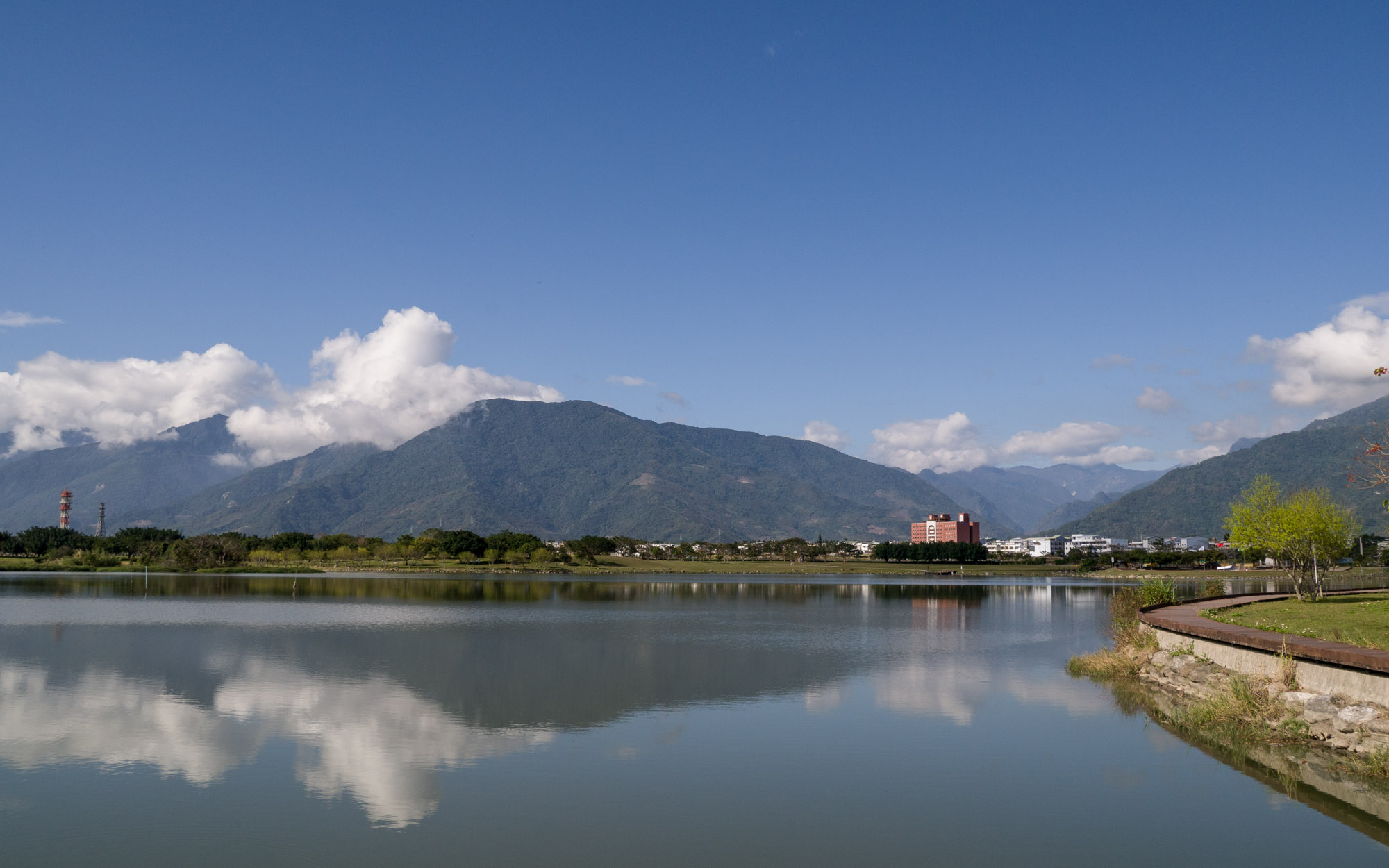
Dapo-Teich
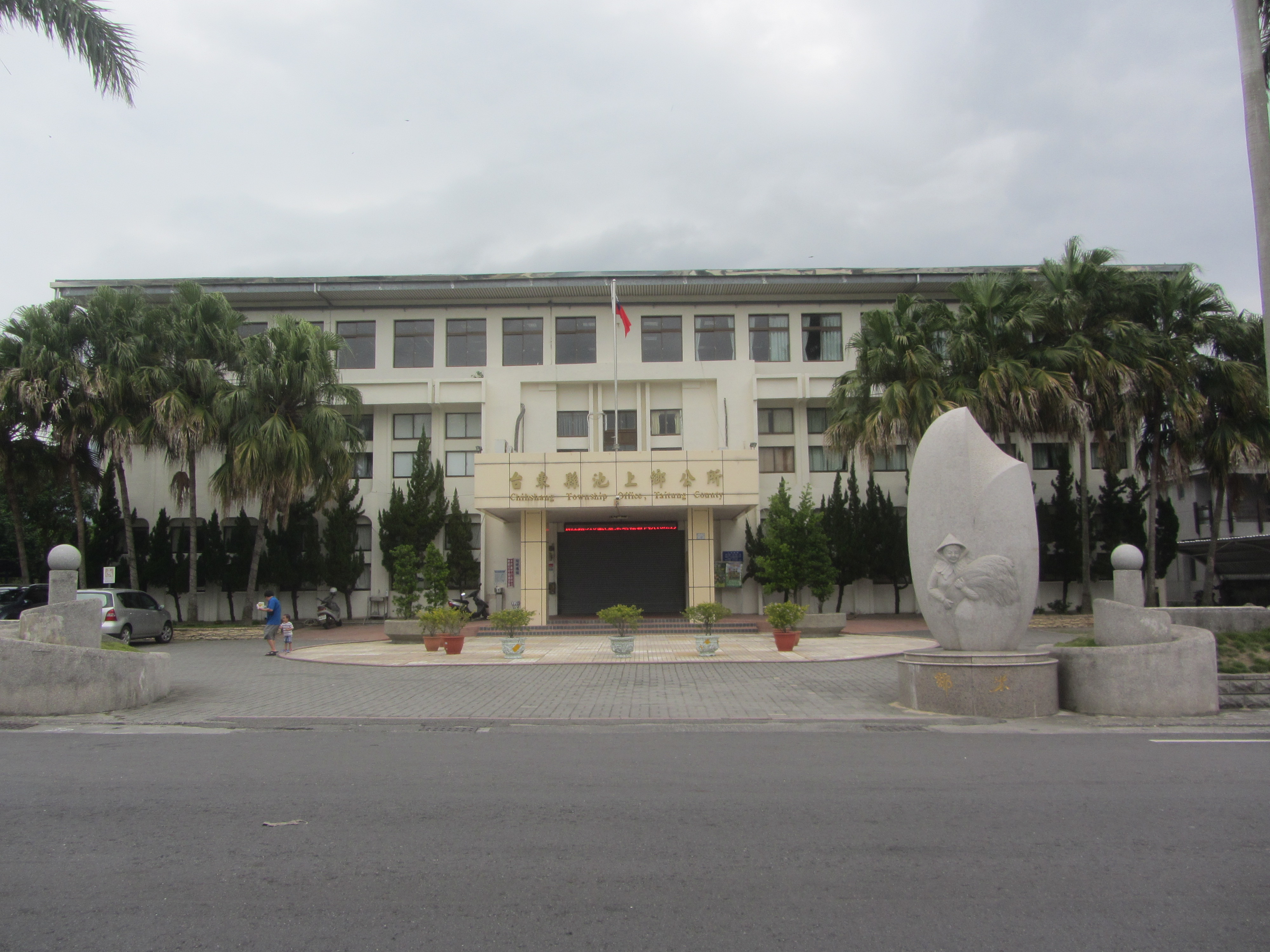
Gemeindebüro Chishang